# Llista de topònims d'Alcoletge
Llista de topònims (noms propis de lloc) del municipi d'Alcoletge, al Segrià
Informació actualitzada per un bot. Els canvis manuals es perdran quan s'actualitzi!

## granja
| imatge | Nom                 | Ubicat a  | instància de | Detalls | coordenades                                                          | Protecció | Commons (més fotos) | Dades a WD                    |
| ------ | ------------------- | --------- | ------------ | ------- | -------------------------------------------------------------------- | --------- | ------------------- | ----------------------------- |
|        | Granges Santquiles  | Alcoletge | granja       |         | 41° 39′ 41″ N, 0° 42′ 30″ E / 41.6612810056852°N,0.708279966257294°E |           |                     | Modifica les dades a Wikidata |
|        | Granja Puigdellívol | Alcoletge | granja       |         | 41° 37′ 53″ N, 0° 42′ 08″ E / 41.631366415827°N,0.70228851023708°E   |           |                     | Modifica les dades a Wikidata |
|        | Granja Sabater      | Alcoletge | granja       |         | 41° 38′ 54″ N, 0° 43′ 21″ E / 41.6483154394338°N,0.722500580591884°E |           |                     | Modifica les dades a Wikidata |
|        | Granja Salat        | Alcoletge | granja       |         | 41° 38′ 14″ N, 0° 41′ 43″ E / 41.6371365884803°N,0.695305486506004°E |           |                     | Modifica les dades a Wikidata |

## masia
| imatge | Nom                    | Ubicat a  | instància de | Detalls | coordenades                                                          | Protecció | Commons (més fotos) | Dades a WD                    |
| ------ | ---------------------- | --------- | ------------ | ------- | -------------------------------------------------------------------- | --------- | ------------------- | ----------------------------- |
|        | Mas de l'Arròs         | Alcoletge | masia        |         | 41° 38′ 57″ N, 0° 43′ 50″ E / 41.6490953059643°N,0.730506353988069°E |           |                     | Modifica les dades a Wikidata |
|        | Mas del Segre          | Alcoletge | masia        |         | 41° 39′ 33″ N, 0° 40′ 50″ E / 41.6591839472558°N,0.68052787867453°E  |           |                     | Modifica les dades a Wikidata |
|        | Miralbò                | Alcoletge | masia        |         | 41° 38′ 22″ N, 0° 41′ 28″ E / 41.6393601154812°N,0.69121621701784°E  |           |                     | Modifica les dades a Wikidata |
|        | Torre Balagueró        | Alcoletge | masia        |         | 41° 38′ 00″ N, 0° 40′ 31″ E / 41.6332558595053°N,0.675239607774269°E |           |                     | Modifica les dades a Wikidata |
|        | Torre Nova             | Alcoletge | masia        |         | 41° 38′ 04″ N, 0° 40′ 15″ E / 41.6345728469871°N,0.670894433604469°E |           |                     | Modifica les dades a Wikidata |
|        | Torre de la Carbonell  | Alcoletge | masia        |         | 41° 39′ 25″ N, 0° 41′ 17″ E / 41.6570589039758°N,0.688146003961158°E |           |                     | Modifica les dades a Wikidata |
|        | Torre del Balagueró    | Alcoletge | masia        |         | 41° 38′ 34″ N, 0° 41′ 06″ E / 41.642729044561°N,0.68507554505323°E   |           |                     | Modifica les dades a Wikidata |
|        | Torre del Borràs       | Alcoletge | masia        |         | 41° 39′ 42″ N, 0° 41′ 40″ E / 41.6616705988126°N,0.694442440192151°E |           |                     | Modifica les dades a Wikidata |
|        | Torre del Botes        | Alcoletge | masia        |         | 41° 38′ 33″ N, 0° 42′ 54″ E / 41.6425478689012°N,0.715067570655894°E |           |                     | Modifica les dades a Wikidata |
|        | Torre del Capdevila    | Alcoletge | masia        |         | 41° 38′ 11″ N, 0° 42′ 42″ E / 41.6362761565153°N,0.711735597628812°E |           |                     | Modifica les dades a Wikidata |
|        | Torre del Florentino   | Alcoletge | masia        |         | 41° 39′ 34″ N, 0° 41′ 28″ E / 41.6593410036299°N,0.691006726238125°E |           |                     | Modifica les dades a Wikidata |
|        | Torre del Lluís        | Alcoletge | masia        |         | 41° 38′ 29″ N, 0° 43′ 05″ E / 41.64144337782°N,0.717952130415731°E   |           |                     | Modifica les dades a Wikidata |
|        | Torre del Muntanyola   | Alcoletge | masia        |         | 41° 38′ 17″ N, 0° 41′ 24″ E / 41.6379213265018°N,0.689982981452291°E |           |                     | Modifica les dades a Wikidata |
|        | Torre del Quadrat      | Alcoletge | masia        |         | 41° 38′ 21″ N, 0° 42′ 47″ E / 41.6392850306142°N,0.71312985919937°E  |           |                     | Modifica les dades a Wikidata |
|        | Torre del Senyor Manel | Alcoletge | masia        |         | 41° 37′ 57″ N, 0° 41′ 53″ E / 41.6326360051076°N,0.698130948650954°E |           |                     | Modifica les dades a Wikidata |
|        | Torre del Teixidor     | Alcoletge | masia        |         | 41° 38′ 27″ N, 0° 43′ 03″ E / 41.6407425072047°N,0.717580662782828°E |           |                     | Modifica les dades a Wikidata |

## muntanya
| imatge | Nom                   | Ubicat a                       | instància de | Detalls | coordenades                                                      | Protecció | Commons (més fotos) | Dades a WD                    |
| ------ | --------------------- | ------------------------------ | ------------ | ------- | ---------------------------------------------------------------- | --------- | ------------------- | ----------------------------- |
|        | Tossal de l'Agustinet | Alcoletge                      | muntanya     |         | 41° 38′ 38″ N, 0° 41′ 27″ E / 41.64386944°N,0.69095°E 239.6 msnm |           |                     | Modifica les dades a Wikidata |
|        | Tossal de la Nora     | Alcoletge Vilanova de la Barca | muntanya     |         | 41° 39′ 48″ N, 0° 42′ 05″ E / 41.6633°N,0.701366°E 224.4 msnm    |           |                     | Modifica les dades a Wikidata |
|        | Tossal de les Forques | Alcoletge                      | muntanya     |         | 41° 38′ 41″ N, 0° 41′ 13″ E / 41.6446°N,0.686822°E 237.6 msnm    |           |                     | Modifica les dades a Wikidata |
|        | Tossal dels Morts     | Alcoletge                      | muntanya     |         | 41° 38′ 56″ N, 0° 41′ 35″ E / 41.649°N,0.693053°E 239.3 msnm     |           |                     | Modifica les dades a Wikidata |

## Misc
| imatge | Nom                           | Ubicat a                                                                               | instància de                                   | Detalls                                          | coordenades | Protecció                                  | Commons (més fotos)     | Dades a WD                    |
| ------ | ----------------------------- | -------------------------------------------------------------------------------------- | ---------------------------------------------- | ------------------------------------------------ | --- | ------------------------------------------ | ----------------------- | ----------------------------- |
|        | Alcoletge                     | Alcoletge                                                                              | entitat singular de població capital municipal | 3621 hab                                         | 41° 38′ 51″ N, 0° 41′ 38″ E / 41.64762°N,0.69383°E 206 msnm                                                                           |                                            |                         | Modifica les dades a Wikidata |
|        | Cal Pelat                     | Alcoletge                                                                              | casa                                           | Estil: arquitectura popular                      | 41° 38′ 52″ N, 0° 41′ 40″ E / 41.647839°N,0.694446°E                                                                                  | bé integrant del patrimoni cultural català |                         | Modifica les dades a Wikidata |
|        | Polígon industrial La Nora    | Alcoletge                                                                              | polígon industrial                             |                                                  | 41° 39′ 16″ N, 0° 41′ 33″ E / 41.6545613473337°N,0.692486490810222°E                                                                  |                                            |                         | Modifica les dades a Wikidata |
|        | Sant Miquel d'Alcoletge       | Alcoletge                                                                              | església                                       | Estil: arquitectura barroca arquitectura popular | 41° 38′ 55″ N, 0° 41′ 39″ E / 41.648654°N,0.694162°E 213 msnm                                                                         | bé integrant del patrimoni cultural català | Sant Miquel d'Alcoletge | Modifica les dades a Wikidata |
|        | Segre                         | Catalunya Pirineus Orientals                                                           | riu curs d'aigua riu aurífer                   | Desemboca: Ebre Llarg: 265km Conca: 22400km²     | 42° 24′ 09″ N, 2° 06′ 30″ E / 42.4025°N,2.1084°E 41° 21′ 48″ N, 0° 18′ 16″ E / 41.3633°N,0.3044°E                                     |                                            | Segre River             | Modifica les dades a Wikidata |
|        | canal de Balaguer             | Camarasa Balaguer Vallfogona de Balaguer Térmens Vilanova de la Barca Alcoletge Lleida | canal                                          | Desemboca: Segre                                 | 41° 50′ 05″ N, 0° 49′ 48″ E / 41.834585°N,0.8300419444444445°E 41° 37′ 18″ N, 0° 38′ 44″ E / 41.62159111111111°N,0.6455288888888888°E |                                            | Canal de Balaguer       | Modifica les dades a Wikidata |
|        | casa consistorial d'Alcoletge | Alcoletge                                                                              | casa consistorial                              |                                                  | 41° 38′ 49″ N, 0° 41′ 40″ E / 41.6470044°N,0.6943581°E                                                                                |                                            |                         | Modifica les dades a Wikidata |
|        | castell d'Alcoletge           | Alcoletge                                                                              | castell                                        |                                                  | 41° 38′ 56″ N, 0° 41′ 35″ E / 41.649025°N,0.693036111111°E 229 msnm                                                                   |                                            |                         | Modifica les dades a Wikidata |
|        | el Roser                      | Alcoletge                                                                              | nucli de població                              |                                                  | 41° 39′ 08″ N, 0° 42′ 23″ E / 41.652162083246°N,0.70635255922068°E                                                                    |                                            |                         | Modifica les dades a Wikidata |
|        | estació d'Alcoletge           | Alcoletge                                                                              | estació de ferrocarril                         |                                                  | 41° 39′ 15″ N, 0° 41′ 09″ E / 41.6542496°N,0.6857135°E                                                                                |                                            |                         | Modifica les dades a Wikidata |
|        | meandre del Mas del Segre     | Alcoletge Corbins                                                                      | zona humida                                    | Superfície: 73.81ha                              | 41° 39′ 38″ N, 0° 40′ 27″ E / 41.6605°N,0.6743°E                                                                                      |                                            |                         | Modifica les dades a Wikidata |